# Коссе-Бриссак, Луи Эркюль Тимолеон де
Луи Эркюль Тимолеон де Коссе, 8-й герцог де Бриссак (14 февраля 1734, Париж — 9 сентября 1792, Париж) — французский аристократ, военный деятель и придворный из рода Коссе-Бриссак.

## Биография
Родился в 1734 году в богатой и знатной семье, которой принадлежал и до сих пор принадлежит замок Бриссак на Луаре. Второй сын маршала Франции Жана Поля Тимолеона де Коссе, 7-го герцога Бриссака (его старший брат скончался при жизни отца).
Был известен своей безусловной личной преданностью французским королям — Людовику XV и Людовику XVI. Сам он при этом говорил о себе: «Я делаю только то, что должен делать во имя чести своих предков и наследия своей семьи». Занимал должности капитана роты дворцовой стражи «Сто швейцарцев», Великого хлебодара Франции и парижского губернатора. 
С 1760 года герцог де Бриссак был женат на Аделаиде Диане Манчини-Мазарини (1742–1808), дочери Луи Жюля Манчини-Мазарини, герцога Неверского, и внуке Филиппа Жюльена Манчини (племянника кардинала Мазарини), придворной даме королевы Марии-Антуанетты. В этом браке родились один сын, скончавшийся в детском возрасте, и одна дочь, Аделаида (1765–1820), вышедшая в 1782 году замуж за Виктюрньена Жана Батиста Рошешуара, герцога де Мортемара.
В 1791 году, на фоне событий начального этапа Французской революции, стал командиром реформированной по настоянию революционеров Конституционной гвардии короля, которая в дальнейшем стала известна также, как гвардия Бриссака. Однако, в мае 1792 года и эта гвардия, заподозренная в излишнем роялизме была распущена, причём де Бриссак отдельно обвинялся в монархической агитации среди своих подчинённых. Он был арестован и отправлен в тюрьму в Орлеан, а оттуда должен был быть отконвоирован на суд в Париж через Версаль.
Герцог де Бриссак был убит толпой черни в Версале 9 сентября 1792 года в ходе так называемых Сентябрьских убийств, когда погибли также мадам де Ламбаль и многие другие приближённые королю лица. Существует версия, что убийство осуществляли непосредственно конвойные солдаты, которым приказ об этом отдал революционный министр внутренних дел, жирондист Ролан. Герцог был буквально растерзан толпой, после чего его тело подверглось дальнейшему поруганию а голова была насажена на пику, а затем принесена на пике в Лувесьен и брошена в окно особняка мадам Дюбарри — любовницы герцога и прежней фаворитки короля Людовика XV. Тело герцога было на следующий день похоронено на кладбище Сен-Луи (Святого Людовика) в Версале.
Поскольку герцог не имел наследников мужского пола, его титул во время Реставрации был передан дальнему родственнику — Тимолеону де Коссе (1775–1848).